# Bataille de la Neva
Guerres novgorodo-suédoises
La bataille de la Neva est une bataille qui eut lieu le 15 juillet 1240, sur les abords sud de la rivière homonyme, où Alexandre Iaroslavitch, grand-prince de Novgorod, repoussa une expédition militaire en provenance de Suède.
Cette victoire lui valut le nom d'« Alexandre Nevski », soit « de la Neva ». 
Cette bataille, qui eut des conséquences politiques majeures, fait partie des guerres novgorodo-suédoises.

## Contexte historique
À partir du début du XIIIe siècle, le Royaume de Suède, qui a affermi son pouvoir sur le sud de l'actuelle Finlande, cherche à prendre le contrôle des voies navigables entre la mer Baltique et le Lac de Ladoga. Les Suédois veulent par la même occasion convertir les populations orthodoxes de la région au Catholicisme romain. 
Cette volonté expansionniste conduit les Suédois à faire des incursions sur le territoire de la principauté de Novgorod, qui est également à l'époque un Etat prospère et une puissance commerciale. 
En 1240, les Suédois considèrent que le moment est propice pour attaquer la principauté de Novgorod. Du fait des conquêtes mongoles qui ont considérablement affaibli d'autres principautés russes, ils pensent que Novgorod ne sera en mesure de recevoir aucun soutien militaire externe.

## Déroulement
L'expédition militaire est placée sous la direction de Birger Jarl. En juillet 1240, les navires suédois arrivent sur le fleuve Neva. Les troupes débarquent et commencent à établir leur campement, à un embranchement des rivières Neva et Izhora.
Les Suédois font alors une erreur stratégique : Estimant que les Novgorodiens les attaqueront par le fleuve, et non pas par voie terrestre, ils renoncent à garder leur camp et préfèrent installer des avant-postes le long du cours d'eau. 
Alexandre Nevsky, informé de la situation, décide d'attaquer rapidement et par surprise. Le 15 juillet (à  10 heures ou 11 heures du matin en fonction des sources), les troupes de Novgorod attaquent les Suédois, qui ne s'attendaient pas à l'attaque. Alexandre approche l'ennemi par le sud-ouest, et divise son armée en deux groupes : le premier, composé de fantassins, vise les forces suédoises situées le long de la côte, alors que le second, composé de cavaliers, attaque le camp lui-même. 
La victoire est remportée de manière décisive par Novgorod, l'armée suédoise étant en grande partie anéantie. Birger repart vers la côte finlandaise avec quelques survivants. 

## Conséquences politiques et militaires
La victoire a des conséquences importantes pour Novgorod. En effet, elle entraîne un arrêt brutal de l'expansionnisme suédois dans la région. En outre, elle empêche de fait la création d'une alliance territoriale entre les Suédois et l'ordre Teutonique, qui aurait pu avoir des conséquences fatales pour Novgorod et pour les terres russes. 
La bataille est vue en Russie, encore aujourd'hui comme une victoire glorieuse. Elle vaut à Alexandre Nevsky le statut de « héros » et son surnom de « Nevski » (à savoir "de la Neva") .
En Suède, elle est en revanche perçue comme un événement insignifiant. 
Cette bataille marque en outre le développement de l'autonomie de ce qui deviendra la Russie, par rapport à ses voisins, en l'occurrence la Suède. Avec cette autonomie croissante, le lien politique traditionnel entre les Scandinaves et les Russes se distend : au siècle précédent, de nombreux princes et princesses de Novgorod et de Kiev avaient conclu des mariages avec des membres des familles royales de Suède, de Norvège et du Danemark.